# Xylosma
Genre
Synonymes
- Craepaloprumnon (Endlicher) Karsten[2]
- Eichlerodendron Briquet[2]
- Eichlerodendrum Briquet[2]
- Hisingera Hellen.[2]
- Koelera Willdenow[2]
- Lightfootia Swartz[2]
- Myroxylon J.R. & G.Forster[2]
- Priamosia Urb.[2]
- Rumea Poiteau[2]

Xylosma est un genre de plantes à fleurs de la famille des Salicaceae, comprenant une centaine d'espèces d'arbustes répartis sur les régions tropicales des Amériques et d'Asie.

## Description

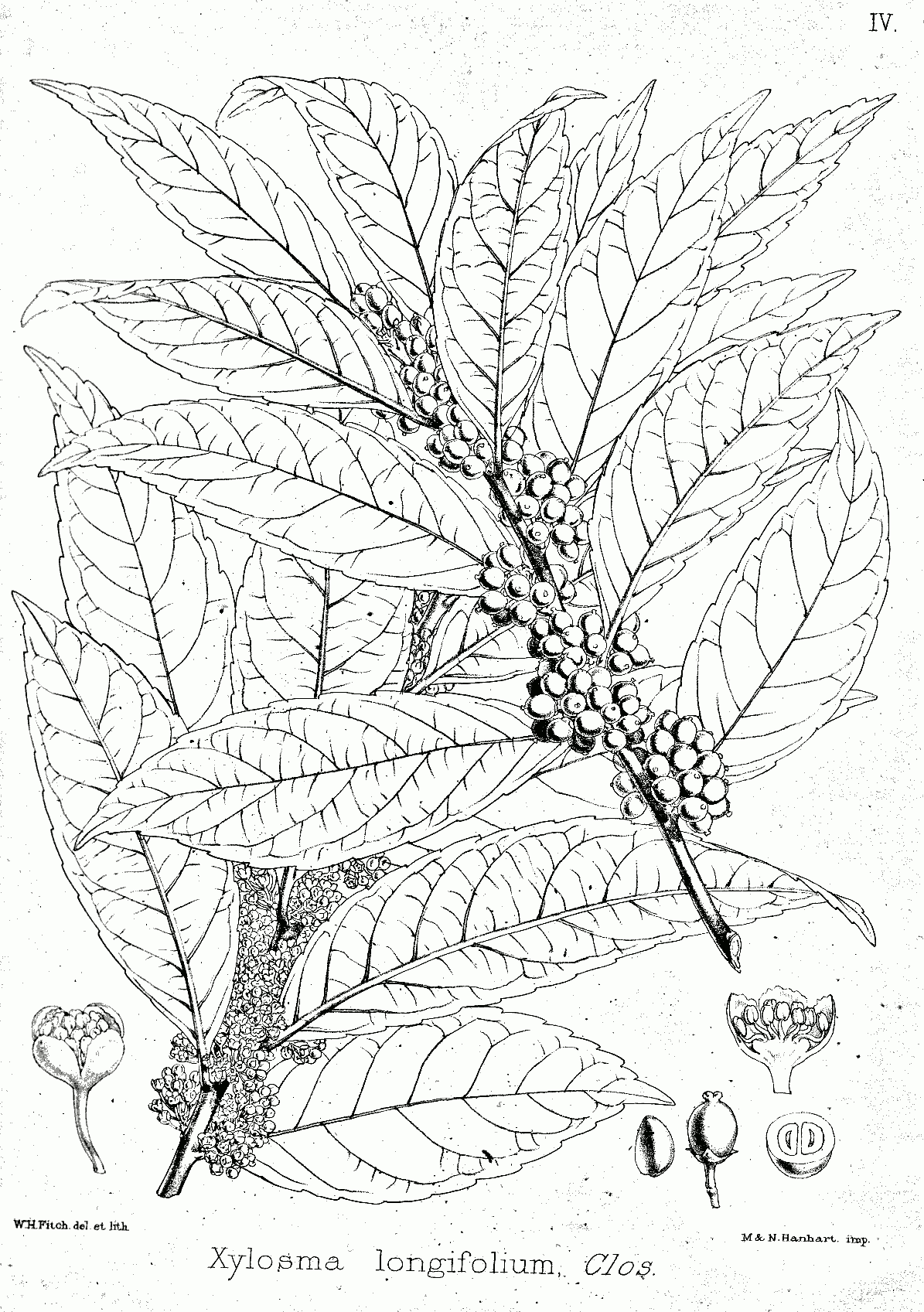
Illustration botanique de Xylosma longifolia.

### Appareil végétatif

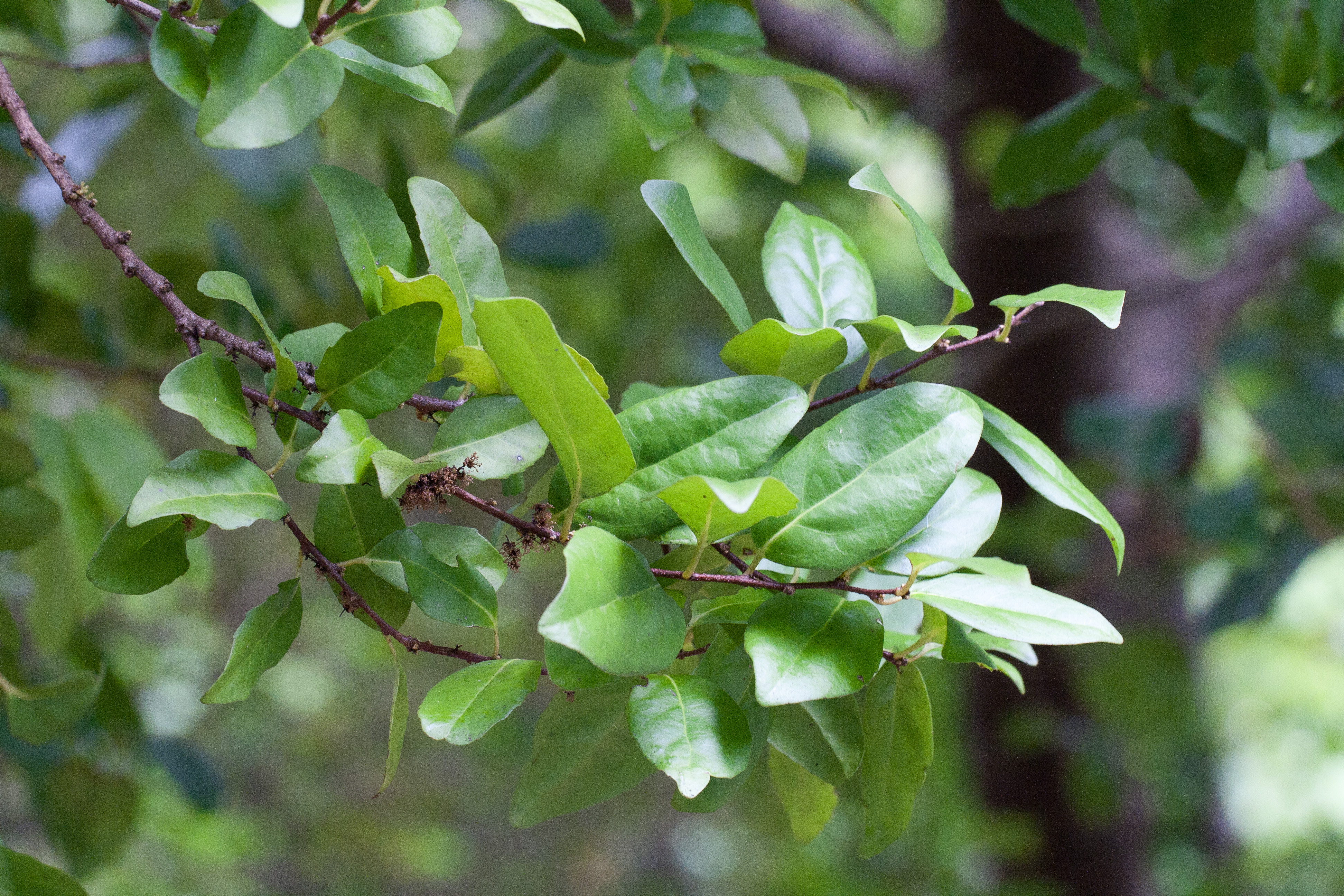
Feuilles de Xylosma maidenii.

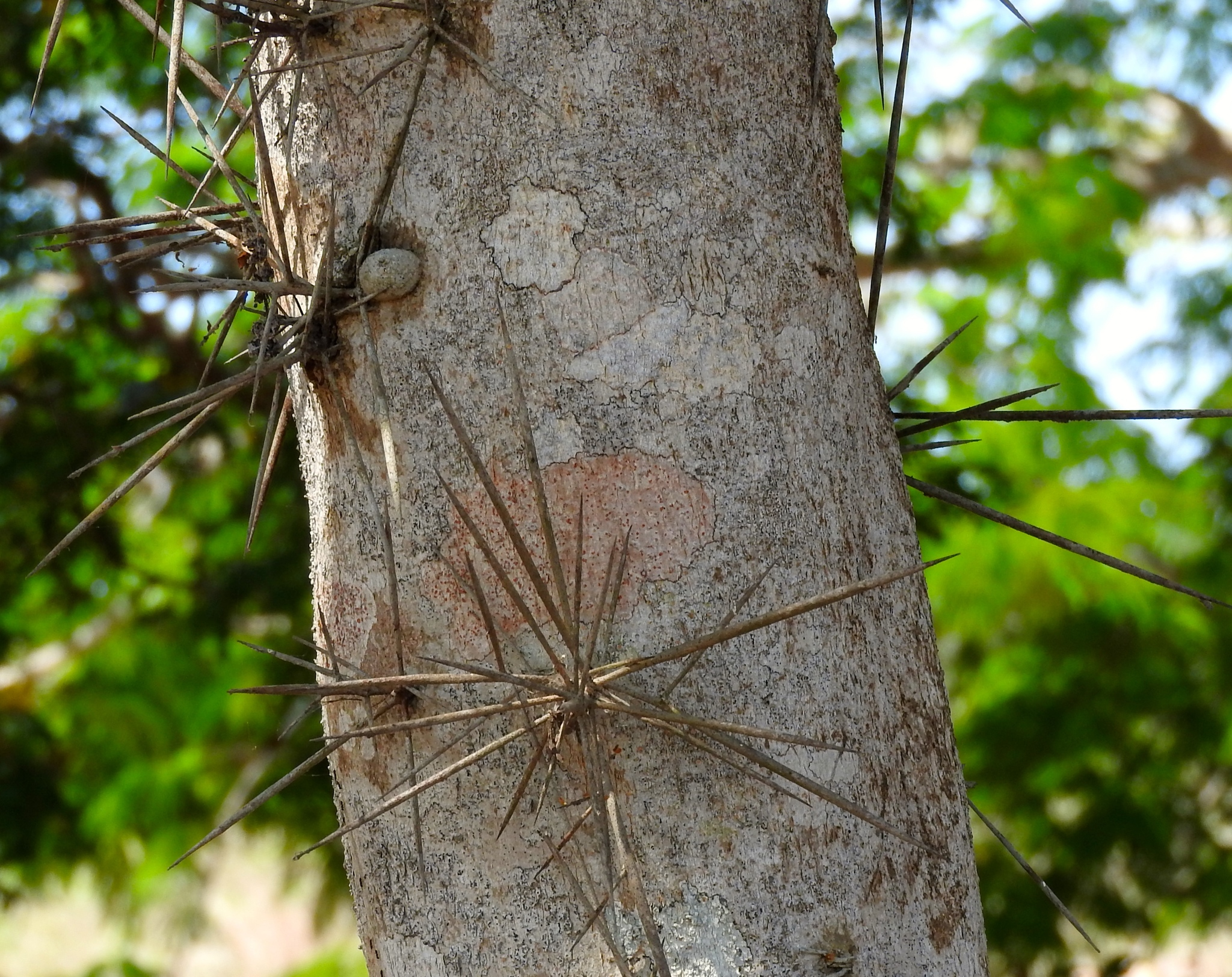
Tronc épineux de Xylosma intermedia.

Ce sont des arbustes ou petits arbres, généralement dioïques, rarement polygames ; le tronc et les branches sont généralement épineux. Les feuilles sont alternes, stipulées, généralement pétiolées ; le limbe foliaire est à nervures pennées, au bord dentelé, rarement entier, à dents glandulaires. 

### Appareil reproducteur

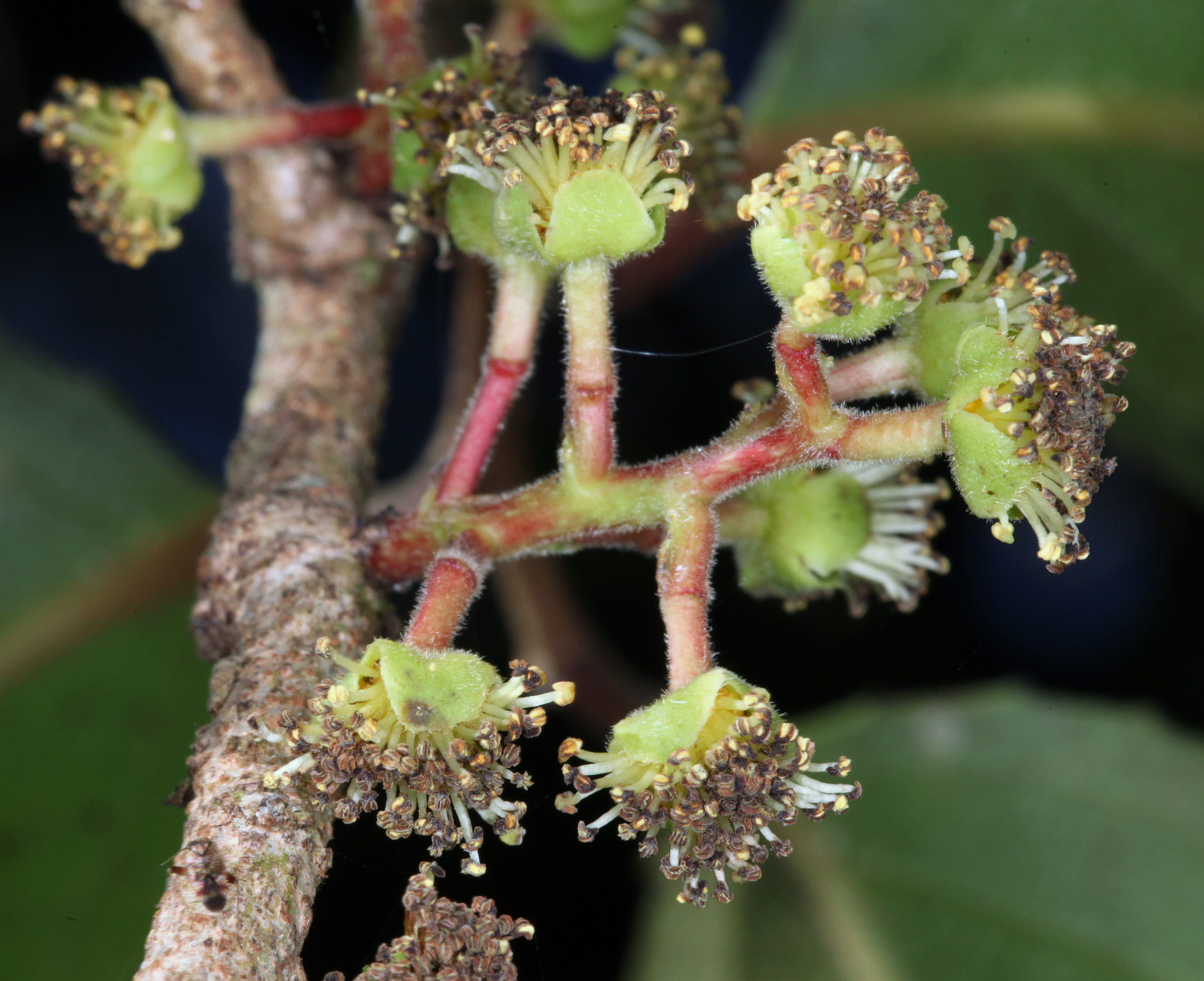
Inflorescence de Xylosma crenatum.

Les fleurs sont hypogynes, petites, en faisceaux axillaires, en racèmes courts ou en panicules, rudiments de sexe opposé généralement absents. Les bractées sont petites, persistantes ou caduques ; les pédicelles sont articulés à la base. Les sépales sont par 4 ou 5, imbriqués, libres ou connus à la base seulement. Les pétales sont absents. Le disque est extrastaminal, ou dans les fleurs femelles extragynoecial, composé de plusieurs petites glandes étroitement serrées ou connues (généralement dans les fleurs staminées) ou annulaires (souvent dans les fleurs pistillées). Les fleurs contiennent 10 étamines voire plus, exsertées ; les filaments sont libres, filiformes ; les anthères sont petites, basifiées, parfois apiculées par extension du conjonctif. Les fleurs sont pistillées : un ovaire supérieur est à un emplacement ; il y a entre 2 et 6 placentas, chacun avec deux à plusieurs ovules. Les styles sont par 2 ou 3 (ou 4), souvent très courts, réunis dans la partie inférieure seulement, ou complètement réunis pour former une seule colonne de style; ils sont parfois absents. Les stigmates sont semi-lunés, voire en forme de U.

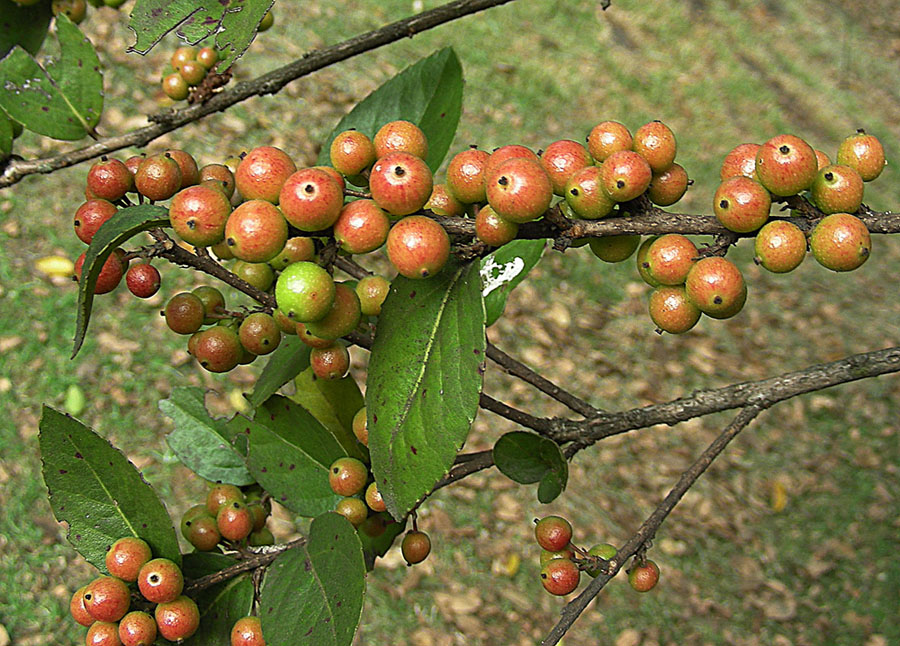
Fruits de Xylosma spiculifera.

Les fruits sont des baies petites, d'environ 1 cm ou moins, à péricarpe finement coriace, noirâtre une fois séché ; le disque et le calice sont souvent persistants à la base ; les styles et/ou les stigmates persistants au sommet. Les graines sont peu nombreuses.

### Confusions possibles
En Nouvelle-Calédonie, les genres Lasiochlamys et Xylosma n'étant pas toujours faciles à différencier morphologiquement, la propriété d'accumuler le nickel que possèdent de nombreux Xylosma pourrait se révéler utile pour préciser l'appartenance d'une espèce à l'un ou l'autre de ces deux genres.

## Répartition
Le genre a pour aire de répartition l'Amérique latine, l'Asie du sud-est et du sud, la Nouvelle-Guinée et l'est de l'Australie.

## Liste des espèces
Selon Plants of the World online (POWO) (29 décembre 2020) :
- Xylosma acunae Borhidi & O.Muñiz
- Xylosma avilae Sleumer

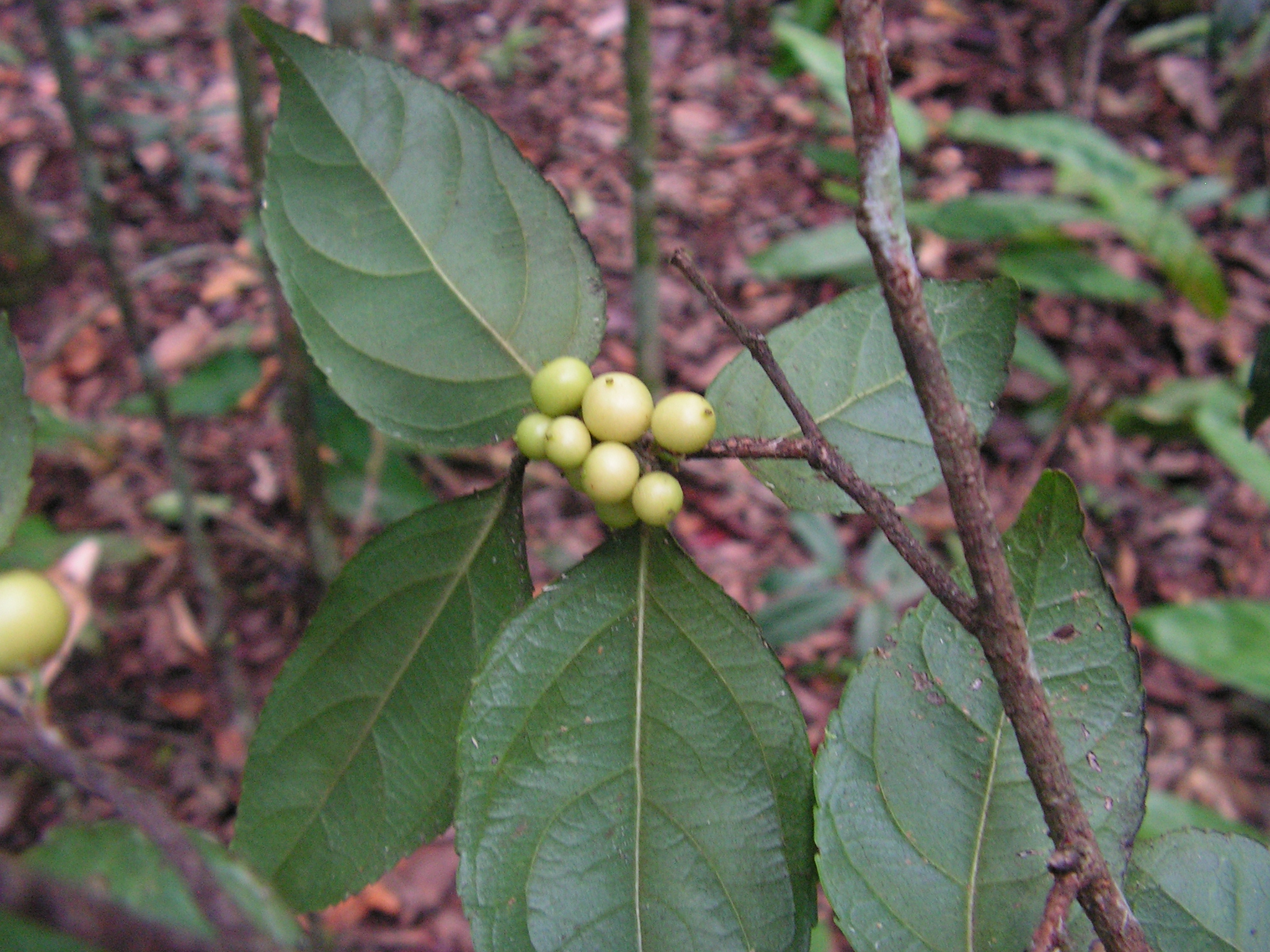
Xylosma ciliatifolia.

- Xylosma bahamensis (Britton) Standl.
- Xylosma benthamii (Tul.) Triana & Planch.
- Xylosma bernardiana Sleumer
- Xylosma boliviana Sleumer
- Xylosma boulindae Sleumer
- Xylosma brachystachys Craib
- Xylosma buxifolia A.Gray
- Xylosma capillipes Guillaumin
- Xylosma characantha Standl.
- Xylosma chiapensis Lundell
- Xylosma chlorantha Donn.Sm.
- Xylosma ciliatifolia (Clos) Eichler
- Xylosma cinerea (Clos) Hemsl.
- Xylosma claraensis Urb.
- Xylosma confusa Guillaumin
- Xylosma congesta (Lour.) Merr.
- Xylosma controversa Clos
- Xylosma cordata (Kunth) Gilg
- Xylosma coriacea (Poit.) Eichler
- Xylosma crenata (H.St.John) H.St.John
- Xylosma domingensis (Urb.) M.H.Alford
- Xylosma dothioensis Guillaumin
- Xylosma elegans (Tul.) Triana & Planch.
- Xylosma fawcettii Urb.
- Xylosma flexuosa (Kunth) Hemsl.
- Xylosma gigantifolia Sleumer
- Xylosma glaberrima Sleumer
- Xylosma glaucescens Urb.
- Xylosma grossecrenata (Sleumer) Lescot
- Xylosma guillauminii Sleumer
- Xylosma hawaiensis Seem.
- Xylosma heterophylla (H.Karst.) Gilg
- Xylosma hispidula Standl.
- Xylosma horrida Rose
- Xylosma iberiensis J.E.Gut.
- Xylosma inaequinervia Sleumer
- Xylosma intermedia (Seem.) Triana & Planch.
- Xylosma kaalaensis Sleumer
- Xylosma lancifolia Sleumer
- Xylosma lifuana Guillaumin
- Xylosma lineolata Urb. & Ekman
- Xylosma longifolia Clos
- Xylosma longipedicellata A.Pool
- Xylosma longipetiolata Legname
- Xylosma lucida (Tul.) Sleumer
- Xylosma luzonensis Clos
- Xylosma maidenii Sleumer
- Xylosma martinicensis (Krug & Urb.) Urb.
- Xylosma molesta Sleumer
- Xylosma nelsonii Merr.
- Xylosma nervosa Guillaumin
- Xylosma nipensis Borhidi
- Xylosma nitida (Hell.) A.Gray ex Griseb.
- Xylosma obovata (H.Karst.) Triana & Planch.
- Xylosma oligandra Donn.Sm.
- Xylosma orbiculata (J.R.Forst. & G.Forst.) G.Forst.
- Xylosma ovata Benth.
- Xylosma pachyphylla (Krug & Urb.) Urb.
- Xylosma palawanensis Mend.
- Xylosma panamensis Turcz.
- Xylosma pancheri Guillaumin
- Xylosma papuana Gilg
- Xylosma parvifolia Jessup
- Xylosma paucinervosa (Steyerm.) Sleumer
- Xylosma peltata (Sleumer) Lescot
- Xylosma pininsularis Guillaumin
- Xylosma prockia (Turcz.) Turcz.
- Xylosma proctorii Sleumer
- Xylosma prunifolia (Kunth) Griseb.
- Xylosma pseudosalzmannii Sleumer
- Xylosma pubescens Griseb.
- Xylosma quichensis Donn.Sm.
- Xylosma raimondii Sleumer
- Xylosma rhombifolia (Britton & P.Wilson) Sleumer
- Xylosma roigiana Borhidi
- Xylosma rubicunda (H.Karst.) Gilg
- Xylosma ruiziana Sleumer
- Xylosma rusbyana Sleumer
- Xylosma samoensis (Christoph.) Sleumer
- Xylosma sanctae-annae Sleumer
- Xylosma schaefferioides A.Gray
- Xylosma schroederi Sleumer ex Herter
- Xylosma schwaneckeana (Krug & Urb.) Urb.
- Xylosma seemannii Triana & Planch.
- Xylosma senticosa Hance
- Xylosma serpentina Sleumer
- Xylosma serrata (Sw.) Urb.
- Xylosma shaferi (P.Wilson) R.A.Howard & W.R.Briggs
- Xylosma simulans A.C.Sm.
- Xylosma smithiana Fosberg
- Xylosma spiculifera (Tul.) Triana & Planch.
- Xylosma suaveolens (J.R.Forst. & G.Forst.) G.Forst.
- Xylosma suluensis Merr.
- Xylosma sumatrana Slooten
- Xylosma terrae-reginae C.T.White & Sleumer
- Xylosma tessmannii Sleumer
- Xylosma tuberculata Sleumer
- Xylosma velutina (Tul.) Triana & Planch.
- Xylosma venosa N.E.Br.
- Xylosma vincentii Guillaumin

Selon Tropicos (29 décembre 2020) (Attention liste brute contenant possiblement des synonymes) :
- Xylosma acunae Borhidi & O.Muñiz
- Xylosma albida Lundell
- Xylosma anisophylla Standl.
- Xylosma aquifolia Sprague
- Xylosma armata J.F.Macbr.
- Xylosma arnoldii Monach.
- Xylosma avilae Sleumer
- Xylosma bahamensis (Britton) Standl.
- Xylosma balansae Briq.
- Xylosma benthamii (Tul.) Triana & Planch.
- Xylosma bernardiana Sleumer
- Xylosma blepharodes Lundell
- Xylosma boliviana Sleumer
- Xylosma buxifolia A.Gray
- Xylosma callophylla Benth.
- Xylosma calophylla Griseb. ex Eichler
- Xylosma celastrina (Kunth) Gilg
- Xylosma characantha Standl.
- Xylosma chiapensis Lundell
- Xylosma chlorantha Donn.Sm.
- Xylosma ciliatifolia (Clos) Eichler
- Xylosma cinerea (Clos) Hemsl.
- Xylosma claraensis Urb.
- Xylosma confusa Guillaumin
- Xylosma congesta (Lour.) Merr.
- Xylosma congestum
- Xylosma controversa Clos
- Xylosma controversum Clos
- Xylosma cordata (Kunth) Gilg
- Xylosma coriacea (Poit.) Eichler
- Xylosma crenata (H.St.John) H.St.John
- Xylosma digyna Eichler
- Xylosma domingensis (Urb.) M.H.Alford
- Xylosma dunniana H.Lév.
- Xylosma dussii Urb.
- Xylosma elegans (Tul.) Planch. & Triana
- Xylosma elliptica Tul.
- Xylosma excelsa Standl. & L.O. Williams
- Xylosma fascicuflora S.S. Lai
- Xylosma fawcettii Urb.
- Xylosma flexuosa (Kunth) Hemsl.
- Xylosma glaberrima Sleumer
- Xylosma glaucescens Urb.
- Xylosma grayi Gilg
- Xylosma guadalupensis Urb.
- Xylosma hawaiensis Seem.
- Xylosma hemsleyana Standl.
- Xylosma herteri Sleumer ex Herter
- Xylosma hispidula Standl.
- Xylosma horrida Rose
- Xylosma iberiensis J.E.Gut.
- Xylosma ilicifolia Northr.
- Xylosma infesta Griseb.
- Xylosma intermedia (Seem.) Triana & Planch.
- Xylosma kaalensis Sleumer
- Xylosma koghiense Guillaumin
- Xylosma lanceolata Turcz.
- Xylosma lancifolia Sleumer
- Xylosma latifolium Hook.f. & Thomson
- Xylosma leprosipes Clos
- Xylosma lifuana Guillaumin
- Xylosma lineolata Urb. & Ekman
- Xylosma longifolia Clos
- Xylosma longifolium Clos
- Xylosma longipedicellata A.Pool
- Xylosma longipetiolata Legname
- Xylosma lucida (Tul.) Sleumer
- Xylosma luzonensis (C.Presl) Merr.
- Xylosma martinicensis (Krug & Urb.) Urb.
- Xylosma microphylla Urb. & Ekman
- Xylosma minutiflora J.F.Macbr.
- Xylosma mollis Triana & Planch.
- Xylosma monospora Harv.
- Xylosma nervosa Guillaumin
- Xylosma nipensis Borhidi
- Xylosma nitida (Hell.) A.Gray ex Griseb.
- Xylosma obovata (H.Karst.) Triana & Planch.
- Xylosma oligandra Donn.Sm.
- Xylosma orbiculata (J.R.Forster & G.Forster) G.Forst.
- Xylosma ovata Benth.
- Xylosma pachyphylla (Krug & Urb.) Urb.
- Xylosma paliura (Clos) Briq.
- Xylosma pallidifolia Sleumer ex Steyerm. & O.Huber
- Xylosma palmeri Rose
- Xylosma panamensis Turcz.
- Xylosma pancheri Guillaumin
- Xylosma papuanum Gilg
- Xylosma paraguayensis Briq.
- Xylosma paucinervosa (Steyerm.) Sleumer
- Xylosma pilosa J.F.Macbr.
- Xylosma pringlei B.L.Rob.
- Xylosma prockia (Turcz.) Turcz.
- Xylosma proctorii Sleumer
- Xylosma prunifolia (Kunth) Triana & Planch.
- Xylosma pseudosalzmanii Sleumer
- Xylosma pubescens Griseb.
- Xylosma quichensis Donn.Sm.
- Xylosma racemosa (Siebold & Zucc.) Miq.
- Xylosma raimondii Sleumer
- Xylosma rhombifolia (Britton & P.Wilson) Sleumer
- Xylosma roigiana Borhidi
- Xylosma rubicunda (H.Karst.) Gilg
- Xylosma ruiziana Sleumer
- Xylosma rusbyana Sleumer
- Xylosma salzmannii (Clos) Eichler
- Xylosma sanctae-annae Sleumer
- Xylosma schaefferioides A.Gray
- Xylosma schroederi Sleumer ex Herter
- Xylosma schwaneckeana (Krug & Urb.) Urb.
- Xylosma seemannii Triana & Planch.
- Xylosma senticosa Hance
- Xylosma serpentina Sleumer
- Xylosma serrata (Sw.) Krug & Urb.
- Xylosma sessilis Standl. & Steyerm.
- Xylosma simulans A.C.Sm.
- Xylosma smithiana Fosberg
- Xylosma spiculifera (Tul.) Triana & Planch.
- Xylosma suluense Merr.
- Xylosma sylvicola Standl.
- Xylosma tessmannii Sleumer
- Xylosma trinervia Standl. & Steyerm.
- Xylosma turrialbana Donn. Sm.
- Xylosma tweediana (Clos) Eichler
- Xylosma uzonensis Clos
- Xylosma velutina (Tul.) Triana & Planch.
- Xylosma venosa N.E.Br.
- Xylosma vincentii Guillaumin
- Xylosma warburgii (Briq.) Briq.